# Joo Ji-hoon
Đây là một tên người Triều Tiên, họ là Joo.
Joo Ji-hoon (tiếng Hàn: 주지훈; Hán-Việt: Chu Chí Huân), tên khai sinh là Joo Young-hoon (tiếng Hàn: 주영훈; Hán-Việt: Chu Chính Huân, sinh ngày 16 tháng 5 năm 1982), là một nam diễn viên và người mẫu người Hàn Quốc. Vai chính đầu tiên của anh là Hoàng Thái tử Lee Sin trong phim truyền hình của đài MBC mang tên Được làm hoàng hậu. Anh còn tham gia vào một số tác phẩm như Antique vào năm 2008 hay vào vai Hoàng tử Choong-nyeong trong phim Hoàng đế bất đắc dĩ vào năm 2012. Công ty quản lý của anh là KeyEast Entertainment.

## Sự nghiệp
Năm 2003, khi đang là sinh viên đại học, Ji-hoon được mời làm người mẫu nhờ chiều cao lý tưởng 1,88 m cùng gương mặt điển trai. Anh khởi nghiệp với nghề người mẫu với các quảng cáo cho các nhãn hàng như Calvin Klein, Levi's và Reebok. Anh cũng từng giành nhiều giải thưởng người mẫu. Trước khi tham gia vào ngành giải trí, anh theo học tại trường Đại học Tong-won, chuyên ngành Thương mại Điện tử.

### 2006–2008: Khởi nghiệp diễn xuất và tài năng được công nhận
Phim truyền hình đầu tiên của Ji-hoon là Old Love, nhưng phải đến khi tham gia bộ phim Được làm hoàng hậu cùng với Yoon Eun-hye và Song Ji-hyo, anh mới thực sự được công nhận là một diễn viên và bắt đầu được công chúng biết đến. Phim truyền hình này giúp anh thắng nhiều hạng mục trong Lễ trao giải Giải thưởng Phim truyền hình MBC năm đó. Anh được giới chuyên đánh giá diễn xuất bằng mắt tốt, khiến nhân vật toát lên vẻ lạnh lùng nhưng cuốn hút. Tác phẩm đầu tay giúp tên tuổi của Ji-hoon lan tỏa châu Á, nhất là Trung Quốc, Nhật Bản, Việt Nam và Thái Lan.
Tháng 3 năm 2007, Ji-hoon tiếp tục tham gia bộ phim The Devil, một tác phẩm của đài KBS. Anh đã thực hiện chế độ giảm cân và thay đổi diện mạo lần đầu tiên cho một vai diễn. Anh được chọn là một trong những Ngôi sao châu Á mới năm 2007 cùng với sáu người khác tại Lễ trao giải Giải thưởng Phim truyền hình Astar theo các tiêu chí như mức độ, tiềm năng và sự đón nhận của khán giả tại nhiều nước châu Á.
Bộ phim rạp đầu tiên của Ji-hoon là Antique dựa trên một tác phẩm truyện tranh, khởi chiếu từ ngày 13 tháng 11 năm 2008. Anh đóng vai Kim Jin-hyeok. Tham gia phim còn có Kim Jae-wook, Yoo Ah-in và Choi Ji-ho. Nhờ Antique, Ji-hoon được mời tham dự Liên hoan Phim Quốc tế Berlin lần thứ 59.

### 2009: Vụ bê bối về ma túy
Ngày 27 tháng 4 năm 2009, Ji-hoon bị triệu tập về trụ sở Cảnh sát Seoul về việc có liên quan đến sử dụng chất gây nghiện trái phép. Cùng 15 người nữa, anh bị bắt vì liên quan đến đường dây cung cấp thuốc lắc. Ngày 23 tháng 6 năm 2009, Ji-hoon xuất hiện ở tòa án sau khi nhận tội sử dụng thuốc lắc và chất gây nghiện. Anh bị phạt án treo 1 năm, chịu 120 giờ lao động công ích, và bị phạt 360,000 ₩. Thẩm phán giải thích: "Bản chất của tội phạm là không trong sạch. Tuy nhiên, anh ấy đã nhận ra lỗi lầm và ý thức sâu sắc việc mình phải làm. Anh ấy đã không sử dụng ma túy trong 1 năm và 2 tháng trước đó. Rất nhiều người hâm mộ cũng tỏ ra quan tâm và gửi nhiều kiến nghị đến tòa án kêu gọi một phán quyết hợp lý". Luật sư của Ji-hoon cũng phát biểu: "Việc phạm tội và nhận trừng phạt là tất yếu. Nhưng vì thông tin được cung cấp hoàn toàn có thể bị sai lệch và việc này khiến câu chuyện bị thổi phồng anh là một người sử dụng thường xuyên, phán quyết thực sự không công bằng".
Ngay khi chưa có kết luận của cơ quan chức năng, Ji-hoon lập tức bị các thương hiệu lớn chấm dứt hợp đồng vì lo sự tẩy chay của công chúng. Phim The Naked Kitchen có anh đóng vừa quay xong đã bị cấm chiếu. Các đài truyền hình lớn cũng loại anh khỏi những dự án làm phim trước mắt.

### 2010-2011: Nhập ngũ và hoạt động trong quân ngũ
Ngày 2 tháng 2 năm 2010, ngay sau khi mãn hạn tù, Ji-hoon quyết định nhập ngũ để tạm tránh xa dư luận. Anh thực hiện nghĩa vụ phục vụ Tổ quốc tại Uijeongbu, tỉnh Gyeong-gi. Trang báo Naver của Hàn Quốc cho biết khi đó dư luận vẫn công kích Joo Ji-hoon, không đồng tình vì cơ quan chức năng đã có phần khoan dung với anh.
Tháng 8, anh cùng Lee Joon-gi tham gia nhạc kịch quân đội Voyage of Life kỷ niệm 60 năm kết thúc cuộc chiến tranh Triều Tiên, dàn dựng bởi Bộ Quốc phòng và Hiệp hội Nhạc kịch Hàn Quốc. Vở nhạc kịch được trình diễn từ ngày 21 tới ngày 29/8 tại Nhà hát kịch Quốc gia. Ji-hoon giải ngũ vào ngày 21/11/2011.

### 2011 - 2016: Tái xuất

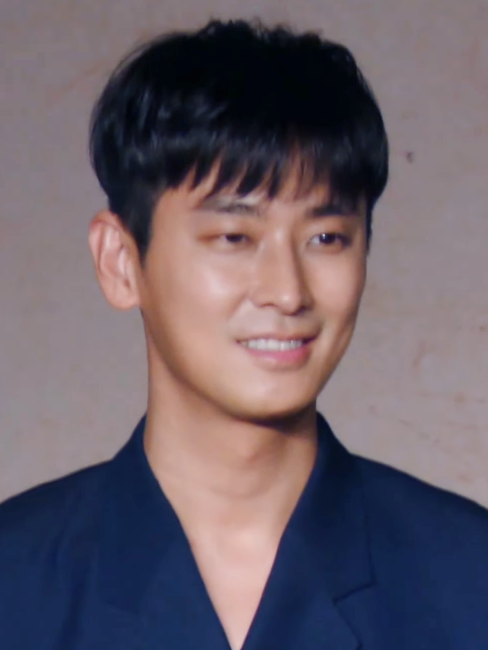
Joo Ji-hoon năm 2019

Tháng 1 năm 2011, sau khi giải ngũ, anh ký hợp đồng với KeyEast Entertainment, công ty dưới trướng diễn viên Bae Yong-joon. Chủ tịch Bae cho biết coi trọng tài năng của anh. Công ty lên kế hoạch phát triển sự nghiệp cho Joo Ji-hoon ở cả Hàn Quốc lẫn nước ngoài.
Kế hoạch trở lại của Ji-hoon là vào vai Yuri Zhivago trong vở nhạc kịch Doctor Zhivago. Tuy nhiên, anh đã rút khỏi vở nhạc kịch sau hai tuần sau đó bởi chấn thương thanh quản và được bác sĩ yêu cầu nghỉ ngơi.
Tháng 8, Ji-hoon trở lại màn ảnh lớn với phim Hoàng đế bất đắc dĩ. Anh thủ vai Hoàng tử Choong-Nyeong, người sau này trở thành vua Se-jong.
Tiếp đó, anh tái xuất trên màn ảnh nhỏ với vai Yoo Ji-ho trong bộ phim truyền hình về âm nhạc của đài SBS mang tên Năm ngón tay, đóng cùng với Ji Chang-wook và Jin Se-yeon, lên sóng từ tháng 8 đến tháng 11 năm 2012.
Năm 2013, Joo đóng vai chính trong phim truyền hình về y khoa Đội ngũ danh y, và phim hài lãng mạn Marriage Blue.
Joo ra mắt điện ảnh ở Trung Quốc với Love Suspicion, một bộ phim kinh dị lãng mạn. Năm 2014, Ju đóng cặp với Ji Sung và Lee Kwang-soo trong Lời thú tội, một bộ phim thể loại neo-noir khám phá hậu quả của tình bạn ba người đàn ông sau cái chết của mẹ một người.
Năm 2015, Joo đóng vai chính trong bộ phim cổ trang Vương triều dục vọng, tái hợp anh với đạo diễn của Antique and Naked Kitchen. Sau đó, anh trở lại màn ảnh nhỏ với bộ phim tâm lý tình cảm Mặt nạ của đài SBS cùng với Soo Ae, Yeon Jung-hoon và Yoo In-young.
Năm 2016, Joo đóng vai chính trong phim tội phạm kinh dị Asura: The City of Madness, được công chiếu lần đầu trên toàn cầu tại Liên hoan phim Toronto lần thứ 41. Anh đã nhận được giải thưởng Ngôi sao điện ảnh nổi tiếng tại Lễ trao giải Top ngôi sao Hàn Quốc.
Các tác phẩm mà anh tham gia trong giai đoạn trên đều được đánh giá cao nội dung, quy tụ dàn diễn viên thực lực, tuy nhiên Joo Ji-hoon vẫn bị truyền thông lẫn khán giả lạnh nhạt.

### 2017-nay: Hồi sinh sự nghiệp

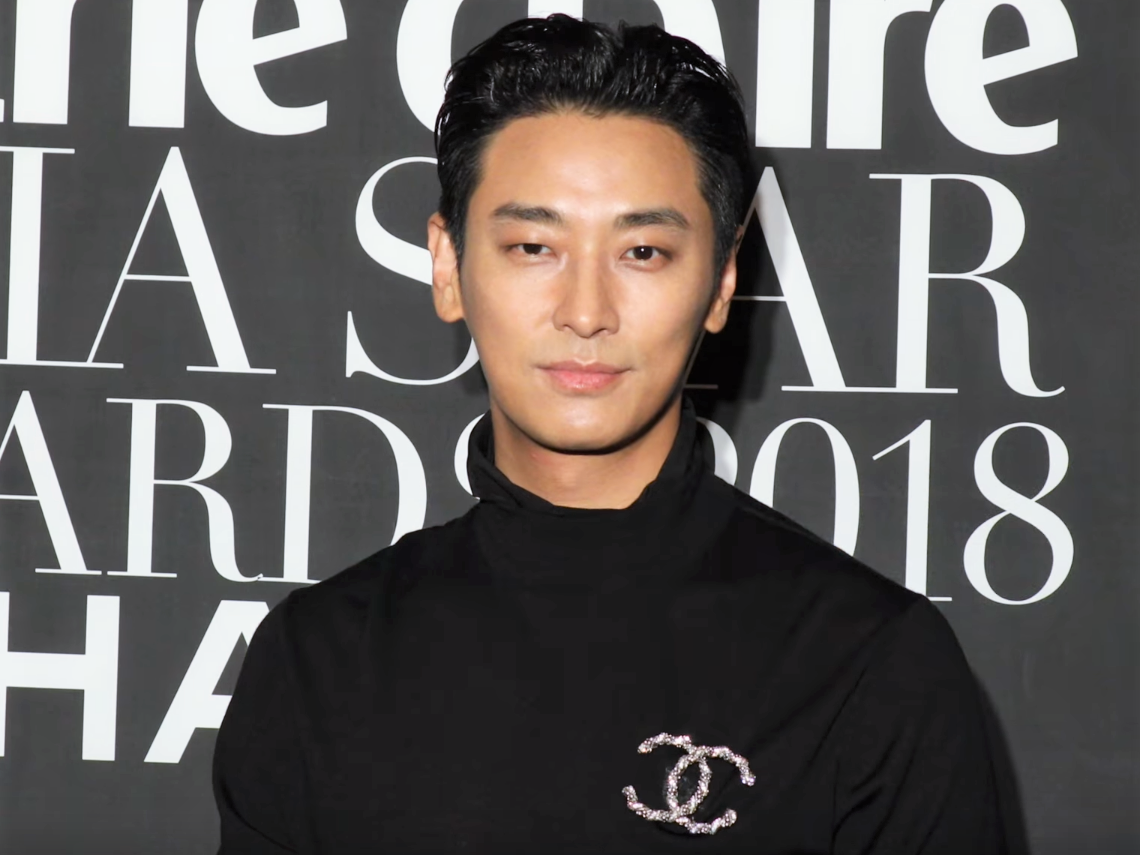
Joo Ji-hoon trong sự kiện trao giải Ngôi sao châu Á năm 2018

Sự nghiệp của Joo bắt đầu khởi sắc trở lại kể từ năm 2017. Từ năm 2017 đến 2018, Ju đóng vai chính trong bộ phim sử thi giả tưởng dài hai phần Thử thách thần chết. Bộ phim có doanh thu cao thứ hai ở Hàn Quốc, và Joo được biết đến với vai diễn Haewonmaek. Tác phẩm có kinh phí lên đến 40 tỷ won (hơn 800 tỷ đồng) - thuộc hàng cao nhất màn ảnh Hàn. Nhà sản xuất thu về doanh thu cao gấp đôi và hút 14,4 triệu người đến rạp. Dự án hiện là phim điện ảnh ăn khách thứ ba lịch sử phòng vé nước này.
Năm 2018, Joo đóng vai chính trong các bộ phim kinh dị Kế hoạch Bắc Hàn, và Bảy thi thể. Diễn xuất của Joo trong cả hai bộ phim đều được ca ngợi, và anh đã giành được một số giải thưởng Nam diễn viên phụ xuất sắc nhất tại các lễ trao giải điện ảnh cho vai diễn trong Kế hoạch Bắc Hàn, và được đề cử Nam diễn viên chính xuất sắc nhất tại Giải thưởng Rồng Xanh cho Bảy thi thể.
Năm 2019, Joo trở lại màn ảnh nhỏ với hai phim truyền hình: phim truyền hình cổ trang zombie Vương triều xác sống của Netflix và tái hợp cùng Jin Se-yeon trong phim truyền hình pháp luật giả tưởng Vật chứng của đài MBC.
Cuối tháng 4 năm 2019, Forbes Hàn Quốc công bố danh sách 40 ngôi sao quyền lực nhất quốc gia này năm 2019, trong đó Joo Ji-hoon đứng thứ 40. Thống kê dựa trên bốn chỉ số: lợi nhuận (từ việc đóng phim, bán album, hợp đồng quảng cáo và kinh doanh), tiếp xúc với truyền thông, hoạt động phát sóng và ảnh hưởng trên mạng xã hội. Giới chuyên môn Hàn Quốc nhận định đây là kỳ tích của Joo Ji-hoon sau vụ bê bối ma túy gây chấn động 10 năm trước đó.
Năm 2020, Joo tiếp tục vai diễn của mình trong phần thứ hai của Vương triều xác sống, và đóng vai chính trong bộ phim pháp luật Chị đại khi yêu cùng với bạn diễn hơn tuổi Kim Hye-soo.
Vào tháng 1 năm 2021, Joo ký hợp đồng với công ty mới H& Entertainment.

## Danh sách tác phẩm

### Phim rạp
| Năm  | Tên phim                               | Vai             |
| ---- | -------------------------------------- | --------------- |
| 2008 | Antique                                | Kim Jin-hyeok   |
| 2009 | The Naked Kitchen                      | Park Du-re      |
| 2012 | Hoàng đế bất đắc dĩ                    | Yi Do/Deok-chil |
| 2013 | Marriage Blue                          | Kyung-soo       |
| 2014 | Love Suspicion                         | Kang-han        |
| 2014 | Lời thú tội                            | In-chul         |
| 2015 | Vương triều dục vọng                   | Im Soong-jae    |
| 2016 | Asura: The city of madness             | Moon Seon Mo    |
| 2017 | Thử thách thần chết: Giữa hai thế giới | Hae Won Maek    |
| 2018 | Thử thách thần chết: 49 ngày cuối cùng | Hae Won Maek    |
| 2018 | Kế hoạch Bắc Hàn                       | Jung Moo Taek   |
| 2018 | Bảy thi thể                            | Kang Tae Oh     |

### Phim truyền hình
| Năm  | Tên phim                                                         | Vai               | Đài             |  |
| ---- | ---------------------------------------------------------------- | ----------------- | --------------- |  |
| 2006 | Được làm hoàng hậu                                               | Thái tử Lee Shin  | MBC             |  |
| 2007 | The Devil                                                        | Oh Seung-ha       | KBS2            |  |
| 2012 | Năm ngón tay                                                     | Yoo Ji-ho         | SBS             |  |
| 2013 | Đội ngũ danh y                                                   | Han Seung-jae     | MBC             |  |
| 2015 | Mặt nạ                                                           | Choi Min-woo      | SBS             |  |
| 2019 | Vương triều xác sống phần 1                                      | Thái tử Lee Chang | Netflix         |  |
| 2019 | Vật chứng                                                        | Kang Gon          | MBC             |  |
| 2020 | Vương triều xác sống phần 2                                      | Thái tử Lee Chang | Netflix         |  |
| 2020 | Chị đại khi yêu                                                  | Yoon Hee-jae      | Netflix         |  |
| 2021 | Bí ẩn núi Jiri                                                   | Kang Hyun-jo      | với Jun Ji-hyun |  |
| 2024 | Dominant Species/Blood Free                                      | Woo Chae-woon     | với Han Hyo-joo |  |
| 2024 | Love Your Enermy                                                 | Seok Ji Won       | TvN             |  |
| 2024 | Trung Tâm Chăm Sóc Chấn Thương (The Trauma Code: Heroes on Call) | Baek Kang Hyuk    | Netflix         |  |
|      |                                                                  |                   |                 |  |
|      |                                                                  |                   |                 |  |

### Video ca nhạc
| Năm  | Song Title | Artist            |
| ---- | ---------- | ----------------- |
| 2012 | "처연"[29] | Lowdown 30        |
| 2014 | "Fxxk U"   | Gain feat. Bumkey |

## Cuộc sống cá nhân
Joo Ji-hoon từng hẹn hò nữ ca sĩ Gain (em út nhóm nhạc Brown Eyed Girls) trong ba năm, từ năm 2014 đến 2017. Họ bén duyên khi đóng chung MV 19+ và đường ai nấy đi khi Gain công khai gọi bạn trai là "kẻ nghiện ngập" trên mạng xã hội.

## Giải thưởng và đề cử
| Năm  | Giải thưởng                                                   | Hạng mục                                                                                       | Tác phẩm đề cử                                           | Kết quả   | Chú thích     |
| ---- | ------------------------------------------------------------- | ---------------------------------------------------------------------------------------------- | -------------------------------------------------------- | --------- | ------------- |
| 2004 | Giải Swan cho diễn viên ăn mặc đẹp nhất Hàn Quốc              | Người mẫu nam xuất sắc nhất                                                                    | —                                                        | Đoạt giải | [ 23 ]        |
| 2005 | Hiệp hội các nhiếp ảnh gia                                    | Người mẫu nam xuất sắc nhất                                                                    | —                                                        | Đoạt giải | [ 24 ]        |
| 2005 | Giải Swan cho diễn viên ăn mặc đẹp nhất Hàn Quốc              | Người mẫu nam xuất sắc nhất                                                                    | —                                                        | Đoạt giải |               |
| 2005 | Tạp chí phong cách                                            | Người mẫu nam phong cách nhất                                                                  | —                                                        | Đoạt giải |               |
| 2006 | Giải thưởng Nghệ thuật Baeksang thứ 42                        | Nam diễn viên trẻ xuất sắc nhẩt (TV)                                                           | Được làm hoàng hậu                                       | Đề cử     |               |
| 2006 | Giải thưởng phim truyền hình MBC                              | Nam diễn viên trẻ xuất sắc nhất                                                                | Được làm hoàng hậu                                       | Đoạt giải | [ 25 ]        |
| 2007 | Giải thưởng phim truyền hình KBS                              | Giải thưởng xuất sắc, diễn viên trong một miniseries                                           | The Devil                                                | Đề cử     |               |
| 2008 | Giải thưởng Liên hoan Người mẫu Châu Á                        | Giải thưởng Ngôi sao                                                                           | —                                                        | Đoạt giải | [ 26 ]        |
| 2009 | Giải thưởng Nghệ thuật Baeksang thứ 45                        | Nam diễn viên trẻ xuất sắc nhất                                                                | Antique                                                  | Đề cử     |               |
| 2009 | Giải thưởng Nghệ thuật Baeksang thứ 45                        | Nam diễn viên nổi tiếng nhất                                                                   | Antique                                                  | Đoạt giải | [ 27 ]        |
| 2012 | Giải thưởng phim truyền hình SBS                              | Giải thưởng xuất sắc, nam diễn viên phim truyền hình cuối tuần/hàng ngày                       | Năm ngón tay                                             | Đề cử     |               |
| 2013 | Giải thưởng Ngôi sao APAN lần thứ hai                         | Giải thưởng Ngôi sao nổi tiếng                                                                 | Năm ngón tay                                             | Đoạt giải | [ 28 ]        |
| 2013 | Giải thưởng phim truyền hình MBC                              | Giải thưởng xuất sắc, diễn viên trong một miniseries                                           | Đội ngũ danh y                                           | Đề cử     |               |
| 2015 | Giải thưởng phim truyền hình SBS                              | Giải thưởng xuất sắc, diễn viên trong một bộ phim truyền hình đặc biệt                         | Mặt nạ                                                   | Đoạt giải | [ 29 ]        |
| 2015 | Giải thưởng phim truyền hình SBS                              | Giải thưởng top 10 ngôi sao                                                                    | Mặt nạ                                                   | Đoạt giải | [ 30 ]        |
| 2016 | Hiệp hội diễn viên điện ảnh Hàn Quốc                          | Giải thưởng Ngôi sao điện ảnh nổi tiếng                                                        | Asura: The City of Madness                               | Đoạt giải | [ 31 ]        |
| 2017 | Giải thưởng Nghệ thuật điện ảnh Chunsa lần thứ 22             | Nam diễn viên phụ hay nhất                                                                     | Asura: The City of Madness                               | Đề cử     |               |
| 2017 | Giải thưởng điện ảnh Buil lần thứ 26                          | Nam diễn viên phụ hay nhất                                                                     | Asura: The City of Madness                               | Đề cử     |               |
| 2018 | Giải thưởng Seoul lần thứ hai                                 | Nam diễn viên phụ hay nhất                                                                     | Thử thách thần chết: Giữa hai thế giới, Kế hoạch Bắc Hàn | Đoạt giải | [ 32 ]        |
| 2018 | Giải thưởng Ngôi sao châu Á Marie Claire lần thứ 6            | Giải thưởng Ngôi sao châu Á                                                                    | Thử thách thần chết: Giữa hai thế giới, Kế hoạch Bắc Hàn | Đoạt giải | [ 33 ]        |
| 2018 | Giải thưởng Điện ảnh Rồng Xanh lần thứ 39                     | Nam diễn viên xuất sắc nhất                                                                    | Bảy thi thể                                              | Đề cử     | [ 34 ]        |
| 2018 | Giải thưởng Điện ảnh Rồng Xanh lần thứ 39                     | Giải thưởng Ngôi sao nổi tiếng                                                                 | Kế hoạch Bắc Hàn                                         | Đoạt giải | [ 35 ]        |
| 2018 | Giải thưởng Điện ảnh Rồng Xanh lần thứ 39                     | Nam diễn viên phụ xuất sắc nhất                                                                | Kế hoạch Bắc Hàn                                         | Đề cử     |               |
| 2018 | Giải thưởng điện ảnh Buil lần thứ 27                          | Nam diễn viên phụ xuất sắc nhất                                                                | Kế hoạch Bắc Hàn                                         | Đoạt giải | [ 36 ]        |
| 2018 | Giải thưởng Hiệp hội phê bình điện ảnh Hàn Quốc lần thứ 38    | Nam diễn viên phụ xuất sắc nhất                                                                | Kế hoạch Bắc Hàn                                         | Đoạt giải | [ 37 ]        |
| 2018 | 3rd Giải thưởng Nghệ sĩ châu Á                                | Nghệ sĩ của năm                                                                                | —                                                        | Đoạt giải | [ 38 ]        |
| 2018 | 3rd Giải thưởng Nghệ sĩ châu Á                                | Nam diễn viên xuẩt sắc nhất                                                                    | —                                                        | Đoạt giải | [ 38 ]        |
| 2018 | Giải thưởng Ngày Người tiêu dùng KCA lần thứ 23               | Nam diễn viên xuẩt sắc nhất                                                                    | Thử thách thần chết: Giữa hai thế giới, Bảy thi thể      | Đoạt giải | [ 39 ]        |
| 2018 | Giải thưởng Hiệp hội các nhà sản xuất phim Hàn Quốc lần thứ 5 | Nam diễn viên xuẩt sắc nhất                                                                    | Bảy thi thể                                              | Đoạt giải | [ 40 ]        |
| 2019 | Giải thưởng Nghẹ thuật Baeksang lần thứ 55                    | Nam diễn viên xuất sắc nhất (phim rạp)                                                         | Bảy thi thể                                              | Đề cử     | [ 41 ]        |
| 2019 | Liên hoan phim điện ảnh vàng lần thứ 39                       | Nam diễn viên xuẩt sắc nhất                                                                    | Bảy thi thể                                              | Đoạt giải | [ 42 ]        |
| 2019 | Giải thưởng điện ảnh Buil lần thứ 28                          | Nam diễn viên xuẩt sắc nhất                                                                    | Bảy thi thể                                              | Đề cử     | [ 43 ]        |
| 2019 | Giải thưởng Nghệ thuật Điện ảnh Chunsa lần thứ 24             | Nam diễn viên xuẩt sắc nhất                                                                    | Bảy thi thể                                              | Đoạt giải | [ 44 ]        |
| 2019 | Giải thưởng Nghệ thuật Điện ảnh Chunsa lần thứ 24             | Nam diễn viên phụ xuất sắc nhất                                                                | Kế hoạch Bắc Hàn                                         | Đề cử     | [ 45 ] [ 46 ] |
| 2019 | Giải thưởng điện ảnh KOFRA lần thứ 10                         | Nam diễn viên phụ xuất sắc nhất                                                                | Kế hoạch Bắc Hàn                                         | Đoạt giải | [ 47 ]        |
| 2019 | Giải thưởng phim truyền hình MBC                              | Giải thưởng xuất sắc hàng đầu, nam diễn viên trong phim truyền hình ngắn từ thứ Hai đến thứ Ba | Vật chứng                                                | Đề cử     |               |
| 2020 | Giải thưởng Nghệ thuật Baeksang lần thứ 56                    | Nam diễn viên xuất sắc nhẩt (TV)                                                               | Chị đại khi yêu                                          | Đề cử     | [ 48 ]        |
| 2025 | Giải thưởng Nghệ thuật Baeksang lần thứ 61                    | Nam diễn viên xuất sắc nhất (TV)                                                               | Trung tâm chăm sóc chấn thương                           | Đoạt giải | [ 49 ]        |